# Гейгер, Карл
Карл Йозеф Гейгер (нем. Carl Joseph Geiger; 14 декабря 1822, Вена, Австрийская империя — 19 октября 1905, там же) — австрийский живописец, график и иллюстратор.

## Биография

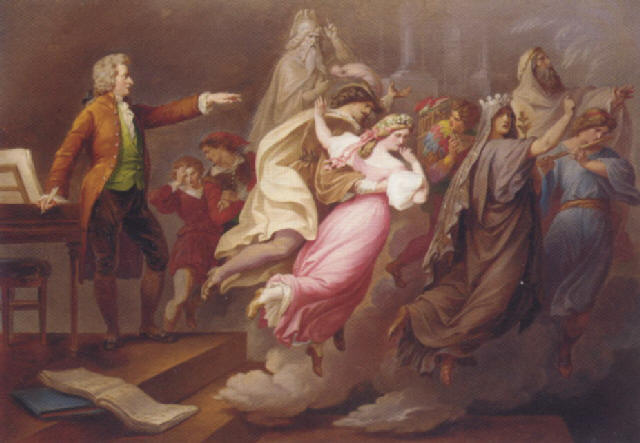
Моцарт и персонажи его опер «Волшебная флейта» и «Дон Жуан»

Обучался живописи в венской Академии изобразительных искусств. Ученик исторического художника Йозефа фон Фюриха. Позже проникся духом В.Каульбаха.
Ещё юношей помогал Фюриху в исполнении фресок в церкви св. Иоанна Непомука в Вене, а потом написал несколько картин для венского собора св. Стефана, аллегорические изображения во дворцах герцога Кобургского, принца Филиппа Вюртембергского (ныне Hôtel Impérial) и в вестибюле и большой занавес Карл-театра в Леопольдштадте (Вена).
Участвовал в изготовлении картонов для расписных окон Вотивкирхе в Вене, художественном оформлении нескольких комнат во Дворце Кинских и Венской фондовой биржи.
Прекрасно работал акварелью и сепией. Преподавал в венской Академии изобразительных искусств. Среди его известных учеников — Леопольд Стефан Горовиц.